# Campeonato Mundial de Patinaje Artístico sobre Hielo de 1962
El LII Campeonato Mundial de Patinaje Artístico se realizó en Praga (Checoslovaquia) entre el 14 y el 17 de marzo de 1962 bajo la organización de la Unión Internacional de Patinaje sobre Hielo (ISU) y la Federación Checoslovaca de Patinaje sobre Hielo. 

## Resultados

### Masculino
| Puesto | Nombre         | País           | Puntos |
| ------ | -------------- | -------------- | ------ |
| Oro    | Donald Jackson | Canadá         | 13     |
| Plata  | Karol Divín    | Checoslovaquia | 17     |
| Bronce | Alain Calmat   | Francia        | 25     |

### Femenino
| Puesto | Nombre           | País         | Puntos |
| ------ | ---------------- | ------------ | ------ |
| Oro    | Sjoukje Dijkstra | Países Bajos | 9      |
| Plata  | Wendy Griner     | Canadá       | 21     |
| Bronce | Regine Heitzer   | Austria      | 42     |

### Parejas
| Puesto | Nombre                               | País                | Puntos |
| ------ | ------------------------------------ | ------------------- | ------ |
| Oro    | Maria Jelinek / Otto Jelinek         | Canadá              | 15     |
| Plata  | Liudmila Belousova / Oleg Protopopov | Unión Soviética     | 16,5   |
| Bronce | Margret Göbl / Franz Ningel          | Alemania Occidental | 25,5   |

### Danza en hielo
| Puesto | Nombre                                | País           | Puntos |
| ------ | ------------------------------------- | -------------- | ------ |
| Oro    | Eva Romanová / Pavel Roman            | Checoslovaquia | 15     |
| Plata  | Christiane Guhel / Jean-Paul Guhel    | Francia        | 23     |
| Bronce | Virginia Thompson / William McLachlan | Canadá         | 26     |

## Medallero
| # | País                |   |   |   | Total |
| - | ------------------- | - | - | - | ----- |
| 1 | Canadá              | 2 | 1 | 1 | 4     |
| 2 | Checoslovaquia      | 1 | 1 | 0 | 2     |
| 3 | Países Bajos        | 1 | 0 | 0 | 1     |
| 4 | Francia             | 0 | 1 | 1 | 2     |
| 5 | Unión Soviética     | 0 | 1 | 0 | 1     |
| 6 | Alemania Occidental | 0 | 0 | 1 | 1     |
| 6 | Austria             | 0 | 0 | 1 | 1     |
|   | TOTAL               | 4 | 4 | 4 | 12    |

| Predecesor: Canadá 1960 1961 suspendido a causa de un accidente aéreo del equipo estadounidense. | Campeonato Mundial de Patinaje Artístico sobre Hielo 1962 | Sucesor: Italia 1963 |

- Datos: Q276707